# 南京邮电大学通达学院
南京邮电大学通达学院，是南京邮电大学举办的公有民办普通全日制本科独立学院，具有独立法人资格。

## 专业设置
目前拥有22个专业：
- 信息工程
- 通信工程
- 通信工程（嵌入式培养）
- 计算机科学与技术
- 计算机科学与技术（嵌入式培养）
- 软件工程
- 软件工程（嵌入式培养）
- 数据科学与大数据技术
- 网络工程
- 网络工程（嵌入式培养）
- 物联网工程
- 数字媒体技术
- 电子科学与技术
- 光电信息科学与工程
- 自动化
- 电气工程及其自动化
- 市场营销
- 物流管理
- 电子商务
- 财务管理
- 金融工程
- 广告学